# Aina Cid
Pour les articles homonymes, voir Cid.
Aina Cid Centelles, née le 1er septembre 1994 à Amposta, est une rameuse espagnole, championne d'Europe en deux de pointe en 2019.

## Biographie
En 2016, elle participe aux Jeux olympiques en deux de pointe avec Anna Boada et termine 6e de la finale. Deux ans plus tard, elle est médaillée de bronze en deux de pointe avec Anna Boada aux championnats du monde.
En 2019, elle est couronnée championne d'Europe en deux de pointe avec Virginia Diaz Rivas. Le duo est médaillé d'argent l'année suivante dans la même épreuve, toujours aux championnats d'Europe, puis médaillé de bronze aux championnats d'Europe 2021.
Elle est médaillée de bronze en deux de couple avec sa compatriote Esther Briz Zamorano aux championnats d'Europe d'aviron 2023.